# Liste des ministres italiens de l'Environnement
Cet article dresse la liste des ministres italiens de l'Environnement depuis la création du poste en 1983, puis du ministère en 1986.
Le ministre actuel est Gilberto Pichetto Fratin, nommé le 22 octobre 2022 par le président de la République, Sergio Mattarella, sur proposition de la présidente du Conseil des ministres, Giorgia Meloni.

## Liste des ministres
| Ministre (Naissance-Décès)                                                | Ministre (Naissance-Décès)      | Mandat                            | Parti | Parti            | Gouvernement      |
| ------------------------------------------------------------------------- | ------------------------------- | --------------------------------- | ----- | ---------------- | ----------------- |
|                                                                           | Alfredo Biondi (1928-2020)      | 4 août 1983 – 31 juillet 1985     |       | PLI              | Craxi I           |
|                                                                           | Valerio Zanone (1936-2016)      | 31 juillet 1985 – 1er août 1986   |       | PLI              | Craxi I           |
|                                                                           | Francesco De Lorenzo (1938)     | 1er août 1986 – 18 avril 1987     |       | PLI              | Craxi II          |
|                                                                           | Mario Pavan (1918-2003)         | 18 avril 1987 – 29 juillet 1987   |       | Indépendant      | Fanfani VI        |
|                                                                           | Mario Ruffolo (1926)            | 29 juillet 1987 – 28 juin 1992    |       | PSI              | Goria             |
| De Mita                                                                   | Mario Ruffolo (1926)            | 29 juillet 1987 – 28 juin 1992    |       | PSI              |                   |
| Andreotti VI·VII                                                          | Mario Ruffolo (1926)            | 29 juillet 1987 – 28 juin 1992    |       | PSI              |                   |
|                                                                           | Carlo Ripa di Meana (1929-2018) | 28 juin 1992 – 9 mars 1993        |       | PSI              | Amato I           |
|                                                                           | Valdo Spini (1946)              | 9 mars 1993 – 29 avril 1993       |       | PSI              | Amato I           |
|                                                                           | Francesco Rutelli (1954)        | 29 avril 1993 – 4 mai 1993        |       | FdV              | Ciampi            |
|                                                                           | Valdo Spini (1946)              | 4 mai 1993 – 11 mai 1994          |       | PSI              | Ciampi            |
|                                                                           | Altero Matteoli (1940-2017)     | 11 mai 1994 – 17 janvier 1995     |       | AN               | Berlusconi I      |
|                                                                           | Paolo Baratta (1939)            | 17 janvier 1995 – 18 mai 1996     |       | Indépendant      | Dini              |
|                                                                           | Edoardo Ronchi (1950)           | 18 mai 1996 – 26 avril 2000       |       | FdV              | Prodi I           |
| D'Alema I·II                                                              | Edoardo Ronchi (1950)           | 18 mai 1996 – 26 avril 2000       |       | FdV              |                   |
|                                                                           | Willer Bordon (1949-2015)       | 26 avril 2000 – 11 juin 2001      |       | Dem              | Amato II          |
|                                                                           | Altero Matteoli (1940-2017)     | 11 juin 2001 – 17 mai 2006        |       | AN               | Berlusconi II·III |
|                                                                           | Alfonso Pecoraro Scanio (1959)  | 17 mai 2006 – 8 mai 2008          |       | FdV              | Prodi II          |
|                                                                           | Stefania Prestigiacomo (1966)   | 8 mai 2008 – 16 novembre 2011     |       | PDL              | Berlusconi IV     |
|                                                                           | Corrado Clini (1947)            | 16 novembre 2011 – 28 avril 2013  |       | Indépendant      | Monti             |
|                                                                           | Andrea Orlando (1969)           | 28 avril 2013 – 22 février 2014   |       | PD               | Letta             |
|                                                                           | Gian Luca Galletti (1961)       | 22 février 2014 – 1er juin 2018   |       | UDC / CPE (2017) | Renzi             |
| Gentiloni                                                                 | Gian Luca Galletti (1961)       | 22 février 2014 – 1er juin 2018   |       | UDC / CPE (2017) |                   |
|                                                                           | Sergio Costa (1959)             | 1er juin 2019 – 13 février 2021   |       | Indépendant      | Conte I·II        |
|                                                                           | Roberto Cingolani (1961)        | 13 février 2021 – 22 octobre 2022 |       | Indépendant      | Draghi            |
|                                                                           | Gilberto Pichetto Fratin (1954) | depuis le 22 octobre 2022         |       | FI               | Meloni            |
| Titres successifs : - Environnement et Sécurité énergétique (depuis 2022) |                                 |                                   |       |                  |                   |